# 吴肇邦
吳肇邦（19世纪?—20世纪?）祖籍江苏吳縣，入籍廣西臨桂，清朝及中华民国政治人物。

## 生平
宣統三年（1911年），湖南鹽法長寶道吳肇邦調補江蘇巡警道。湖南巡撫楊文鼎以吳肇邦祖籍江苏吳縣，而入籍廣西臨桂已八十多年，不知應否廻避，乃上奏朝廷。朝廷於宣统三年四月十三日諭「毋庸廻避」。
1911年辛亥革命爆发后，江苏布政使左孝同、江苏巡警道吴肇邦反对革命。11月4日晚，江苏巡抚程德全亲自宣布江苏独立，脱离清廷。吴肇邦于11月5日凌晨偷偷打开葑门，送家人出城，但被发现。程德全乃撤去吴肇邦的江苏巡警道职务，将其交给苏州府看管。